# Aeroportul Kadanwari
Aeroportul Kadanwari (IATA: KCF, ICAO: OPKW) este un aeroport din Sindh, Pakistan.
Situat la o altitudine de 60 m, aeroportul dispune de o singură pistă. Este operat de OMV.